# Papetiers de Windsor
Die Papetiers de Windsor (englisch Windsor Papetiers) waren eine kanadische Eishockeymannschaft aus Windsor, Québec. Das Team spielte von 1996 bis 2003 in der Québec Semi-Pro Hockey League.

## Geschichte
Die Papetiers de Windsor wurden 1996 als Franchise der erstmals ausgetragenen Québec Semi-Pro Hockey League gegründet. In ihrem siebenjährigen Bestehen gehörte die Mannschaft zum Mittelmaß der Liga, da sie die reguläre Saison immer zwischen Platz 3 und 7 beendete. Der größte Erfolg in den Play-offs um die Coupe Futura war das Erreichen der zweiten Runde in der Saison 2002/03. Im Sommer 2001 wurde der Teamname in Lacroix de Windsor geändert. Diesen behielt die Mannschaft bis zu ihrer Umsiedlung nach Sherbrooke im Anschluss an die Saison 2002/03, wo sie seither unter dem Namen Saint-François de Sherbrooke am Spielbetrieb der Ligue Nord-Américaine de Hockey teilnehmen. Die Québec Semi-Pro Hockey League hatte 2004 ihren Namen aufgrund der zunehmenden Professionalisierung ihrer Teilnehmer geändert. Zu Beginn der Saison 2011/12 kehrte das Franchise nach Windsor zurück und spielt seitdem unter dem Namen Wild de Windsor.

## Team-Rekorde

### Karriererekorde
Spiele: 174  Fabien Perras
Tore: 62  Fabien Perras
Assists: 130  Fabien Perras
Punkte: 192  Fabien Perras
Strafminuten: 903  Rock Isabel

## Bekannte Spieler
- Claude Larose